# Kazimierz Władysław Kondratowicz
Kazimierz Władysław Kondratowicz herbu Syrokomla – miecznik nowogródzki, towarzysz chorągwi petyhorskiej.
Syn Krzysztofa i Katarzyny Anny Ilniczówny Zubrówny. Żonaty z Anną Sienkiewiczówną.
Poseł na sejm 1703 roku z powiatu nowogródzkiego. 
Podpisał elekcję Augusta II Mocnego z województwem nowogródzkim. 